# Autozam Revue
La Mazda Revue est une automobile produite par Mazda avec le constructeur de voitures de marques, Autozam, de 1990 à 1998.
Elle est appelée 121 en Europe et produite en 4 portes.

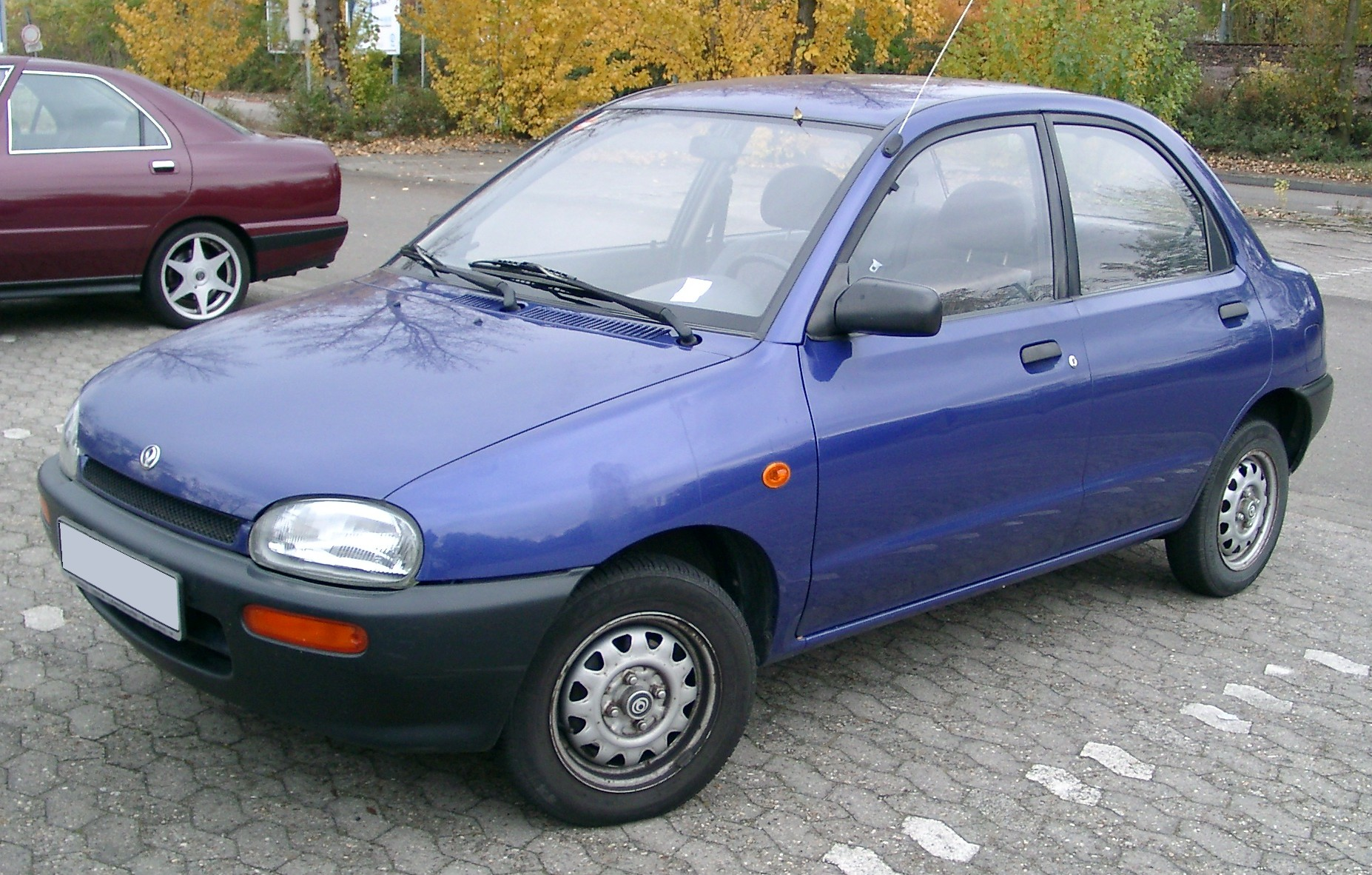
Mazda 121 (Europe)